# Eleccions legislatives gregues de maig de 2023

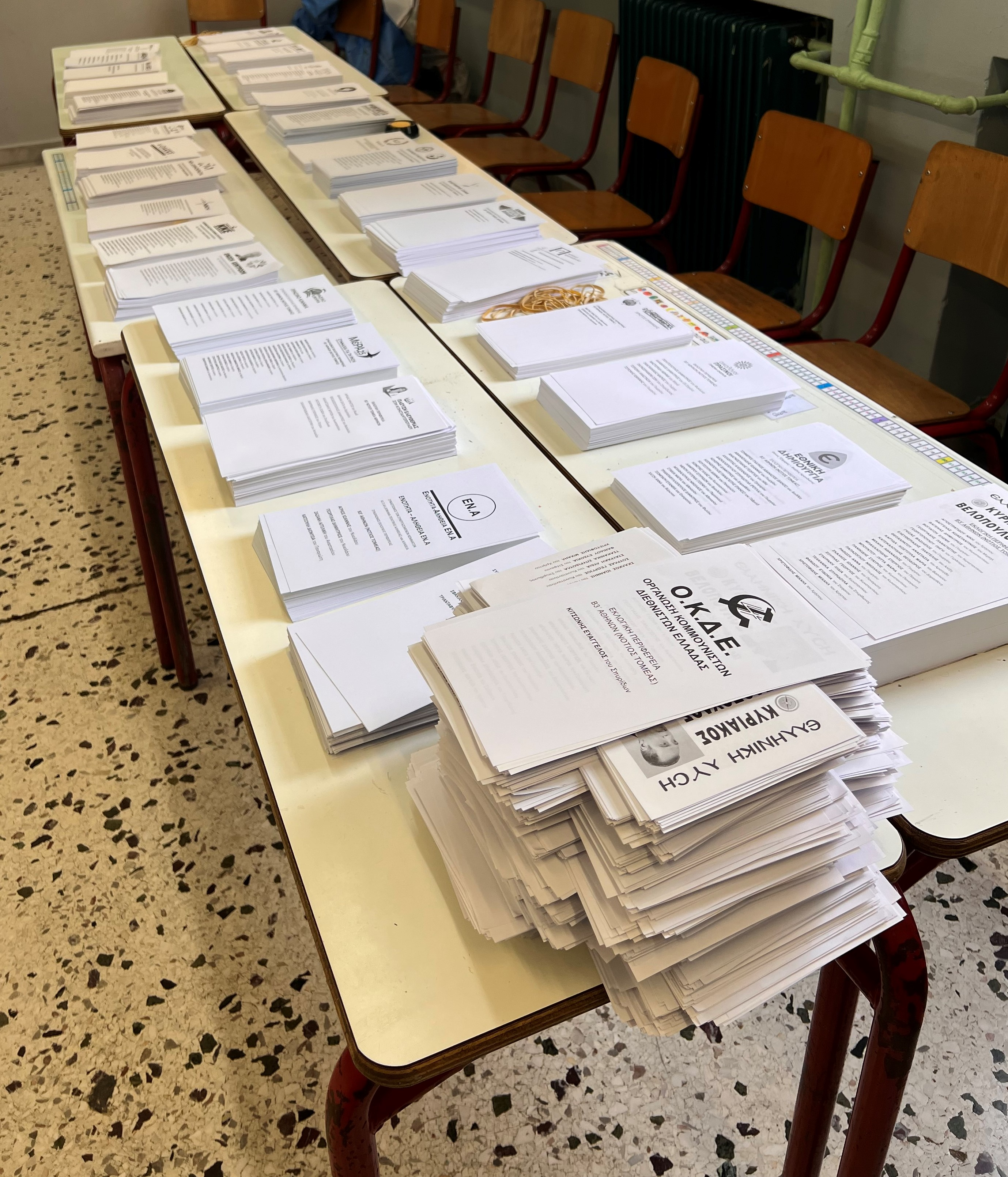
Papeletas en un colegio electoral, 21 de mayo de 2023

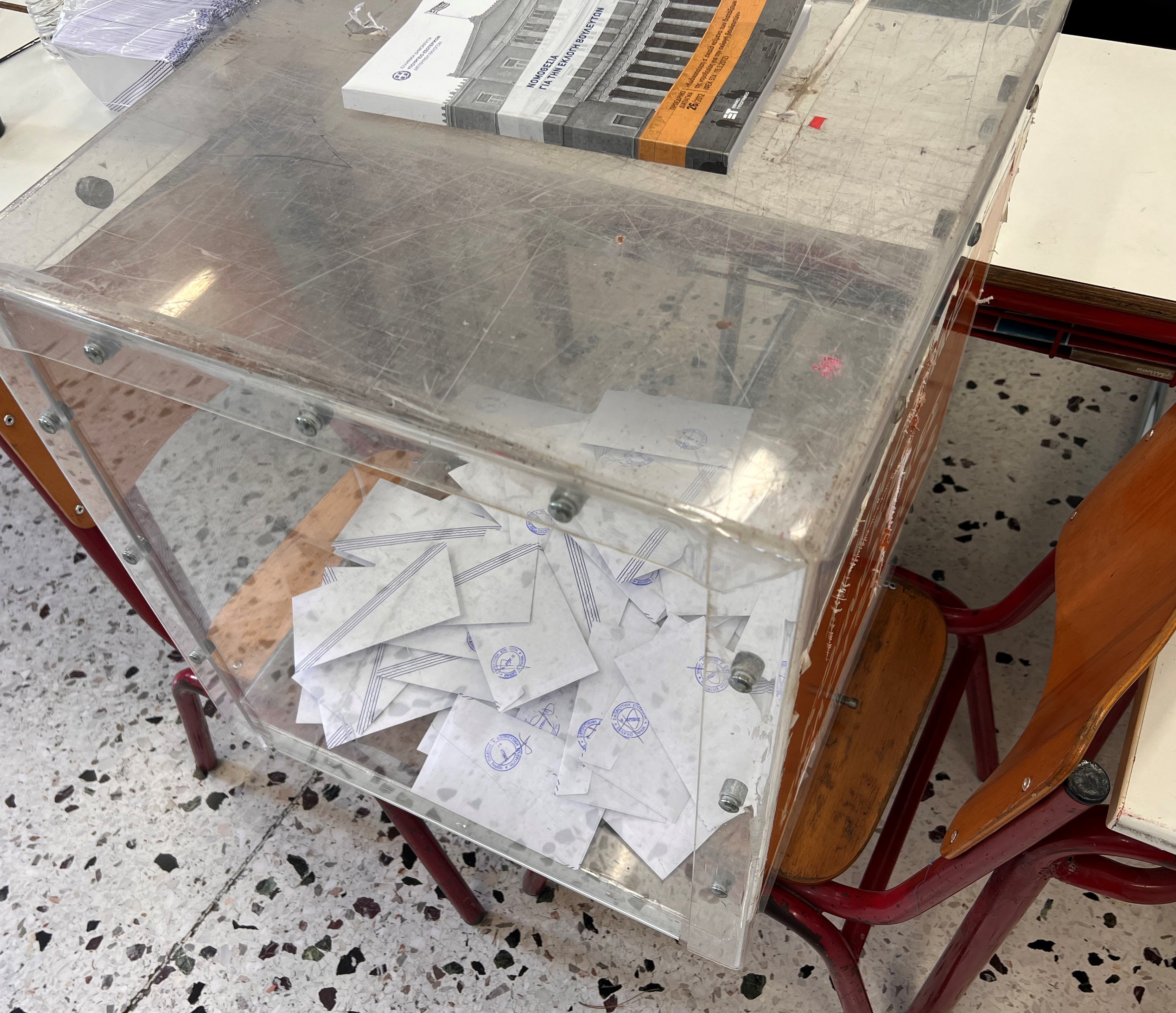
Urna electoral en un colegio electoral, 21 de mayo de 2023

Les eleccions legislatives gregues de 2023 van ser unes eleccions que es van celebrar a Grècia el 21 de maig de 2023 per a triar els 300 diputats del parlament nacional.
En aquestes eleccions es regiran la llei electoral que es va votar el 2016, que elimina les bonificacions al partit guanyador.

## Sistema electoral
Els membres del Parlament hel·lènic són elegits per votació directa, universal i secreta cada quatre anys. El país està dividit en 59 circumscripcions electorals que atorguen un determinat nombre de seients al Parlament, que són distribuïts entre els partits polítics en proporció a la quantitat de vots atès que el sistema que hi impera és la representació proporcional.
El nombre de diputats per a tot el territori es fixa en 300. D'aquests, 285 són elegits en circumscripcions electorals, mentre que els quinze restants són elegits de manera uniforme a tot el territori.
El vot és obligatori i existeixen penes i sancions per a aquells que no compleixen amb aquesta obligació. Malgrat això, fins ara no s'ha aplicat cap d'elles.

### Modificacions
La llei electoral vigent per a aquestes eleccions legislatives serà la que es va votar l'any 2016, quan el partit impulsor SYRIZA tenia un pes important. Aquesta llei torna a utilitzar una representació proporcional senzilla, sense bonificació a la majoria. Això és diferent de la llei electoral anterior, que recompensava al partit guanyador amb 50 escons addicionals, una regla que estava en vigor en diferents formes des del 1990.
Quan el partit Nova Democràcia va tornar al poder el gener del 2020, que sempre ha estat partidària de la regla que s'havia derogat, va aprovar una nova llei electoral per reintroduir les bonificacions per majoria. Si bé no és la mateixa fórmula, la nova llei torna a beneficiar als partits més grans. El partit que guanyi obtindrà 20 escons addicionals, i els altres partits que obtinguin entre el 25% i el 40% dels vots rebran un escó per cada mig punt per sobre del 25% (fins a 30 escons). Els partits més grans poden aconseguir fins a 50 escons addicionals. No obstant això, aquesta llei tampoc podrà entrar en vigor en aquestes eleccions per manca de majoria de dos terços i s'aplicarà més endavant.

## Enquestes d'opinió

Línia de tendència de regressió local dels resultats de les enquestes des del 7 de juliol de 2019 fins a juliol de 2023, corresponent cada línia a un partit polític.

## Resultats
| Partit                     | Partit                                                         | Vots      | %      | Escons    | +/–  |
| -------------------------- | -------------------------------------------------------------- | --------- | ------ | --------- | ---- |
|                            | Nova Democràcia (ND)                                           | 2.407.860 | 40,79  | 146 / 300 | 12   |
|                            | Coalició de l'Esquerra Radical (SÍRIZA)                        | 1.184.500 | 20,07  | 71 / 300  | 15   |
|                            | PASOK - Moviment pel Canvi (PASOK)                             | 676.166   | 11,46  | 41 / 300  | 19   |
|                            | Partit Comunista de Grècia (KKE)                               | 426.741   | 7,23   | 26 / 300  | 11   |
|                            | Solució Grega (EL)                                             | 262.529   | 4,45   | 16 / 300  | 6    |
|                            |                                                                |           |        |           |      |
|                            | Moviment Patriòtic Democràtic – Victòria (NIKI)                | 172.208   | 2,92   | 0         | Nou  |
|                            | Curs de Llibertat (PE)                                         | 170.298   | 2,89   | 0         | =    |
|                            | Front Europeu de la Desobediència Realista (MeRA25)            | 155.085   | 2,63   | 0         | 9    |
|                            | Front Popular Unit (EPAM)                                      | 53.296    | 0,90   | 0         | Nou  |
|                            | Creació Nacional (ED)                                          | 48.087    | 0,81   | 0         | Nou  |
|                            | Aliança Units per la Llibertat (SEE)                           | 37.319    | 0,63   | 0         | Nou  |
|                            | Verds Ecologistes - Unitat Verda (PE)                          | 35.174    | 0,60   | 0         | Nou  |
|                            | Moviment 21 (K21)                                              | 34.920    | 0,59   | 0         | Nou  |
|                            | Front de l'Esquerra Anticapitalista Grega (ANTARSYA)           | 31.746    | 0,54   | 0         | =    |
|                            | Alè de Democràcia (AD)                                         | 27.578    | 0,47   | 0         | Nou  |
|                            | Unió de Centristes (EK)                                        | 22.449    | 0,38   | 0         | =    |
|                            | Lliure de nou (DX)                                             | 20.429    | 0,35   | 0         | Nou  |
|                            | Moviment dels Pobres (KF)                                      | 18.470    | 0,31   | 0         | Nou  |
|                            | EAN                                                            | 15.177    | 0,26   | 0         | Nou  |
|                            | Moviment Verd (PK)                                             | 14.652    | 0,25   | 0         | Nou  |
|                            | Ara Tots Junts (TOM)                                           | 14.059    | 0,24   | 0         | Nou  |
|                            | Partit Comunista de Grècia (marxista-leninista) (KKE-ML)       | 12.773    | 0,22   | 0         | =    |
|                            | Assemblea de Grecs (ES)                                        | 12.749    | 0,22   | 0         | =    |
|                            | Grups de fumadors d'art i composició visual (KOTES)            | 11.522    | 0,20   | 0         | =    |
|                            | Unitat – Veritat (E-A)                                         | 11.412    | 0,19   | 0         | Nou  |
|                            | Iniciativa Política (PP)                                       | 6.087     | 0,10   | 0         | Nou  |
|                            | Societat de Valors - Aliança Liberal (KA-FS)                   | 5.874     | 0,10   | 0         | Nou  |
|                            | Lliga Nord – Krama (LV-K)                                      | 5.428     | 0,09   | 0         | Nou  |
|                            | Partit Comunista Marxista-Leninista de Grècia (M-L KKE)        | 3.926     | 0,07   | 0         | =    |
|                            | Organització de Comunistes Internacionalistes de Grècia (OKDE) | 1.950     | 0,03   | 0         | =    |
|                            | SOCIAL – Partit Demòcrata Modern (SOCIAL-SDK)                  | 1.016     | 0,02   | 0         | Nou  |
|                            | Organització per la Reconstrucció del KKE (ΟΑΚΚΕ)              | 1.011     | 0,02   | 0         | =    |
|                            | Nova Estructura (ND)                                           | 73        | 0,00   | 0         | Nou  |
|                            | Visió Grega (EO)                                               | 27        | 0,00   | 0         | Nou  |
|                            | Ecologistes Grecs                                              | 1         | 0,00   | 0         | =    |
|                            | Independents                                                   | 155       | 0,00   | 0         | =    |
|                            |                                                                |           |        |           |      |
| Vots vàlids                | Vots vàlids                                                    | 5.902.747 | 97,39  |           |      |
| Vots en blanc              | Vots en blanc                                                  | 34.760    | 0,57   |           |      |
| Vots nuls                  | Vots nuls                                                      | 123.488   | 2,04   |           |      |
| Total                      | Total                                                          | 6.060.995 | 100,00 | 300       | =    |
| Registrats / Participació  | Registrats / Participació                                      | 9.946.082 | 60,94  | 3,16      | 3,16 |
| Font: Ministeri d'Interior |                                                                |           |        |           |      |